# Hochstart
Der Hochstart bezeichnet die übliche Startform bei Gehwettbewerben sowie auch bei Mittel- und Langstreckenläufen. Hierbei steht der Sportler in Schrittstellung, beugt seinen Oberkörper nach vorn in Richtung Laufrichtung und startet, indem er sich mit dem hinteren Bein abdrückt.